# Sesuvium portulacastrum
Sesuvium portulacastrum , o verdolaga de playa, es una especie de planta suculenta perteneciente a la familia de las  aizoáceas. Es una hierba perennifolia que se expande en las zonas costeras a lo largo de gran parte del mundo.

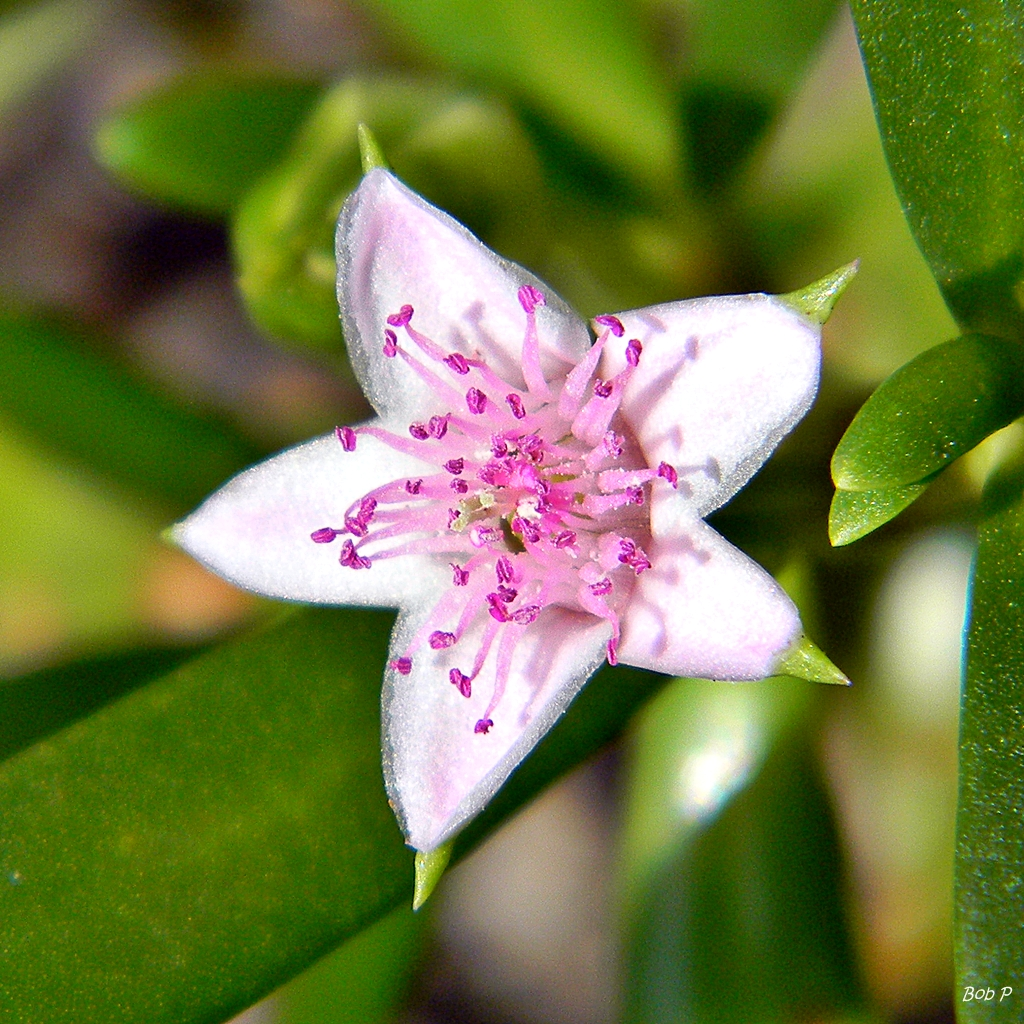
Detalle de la flor

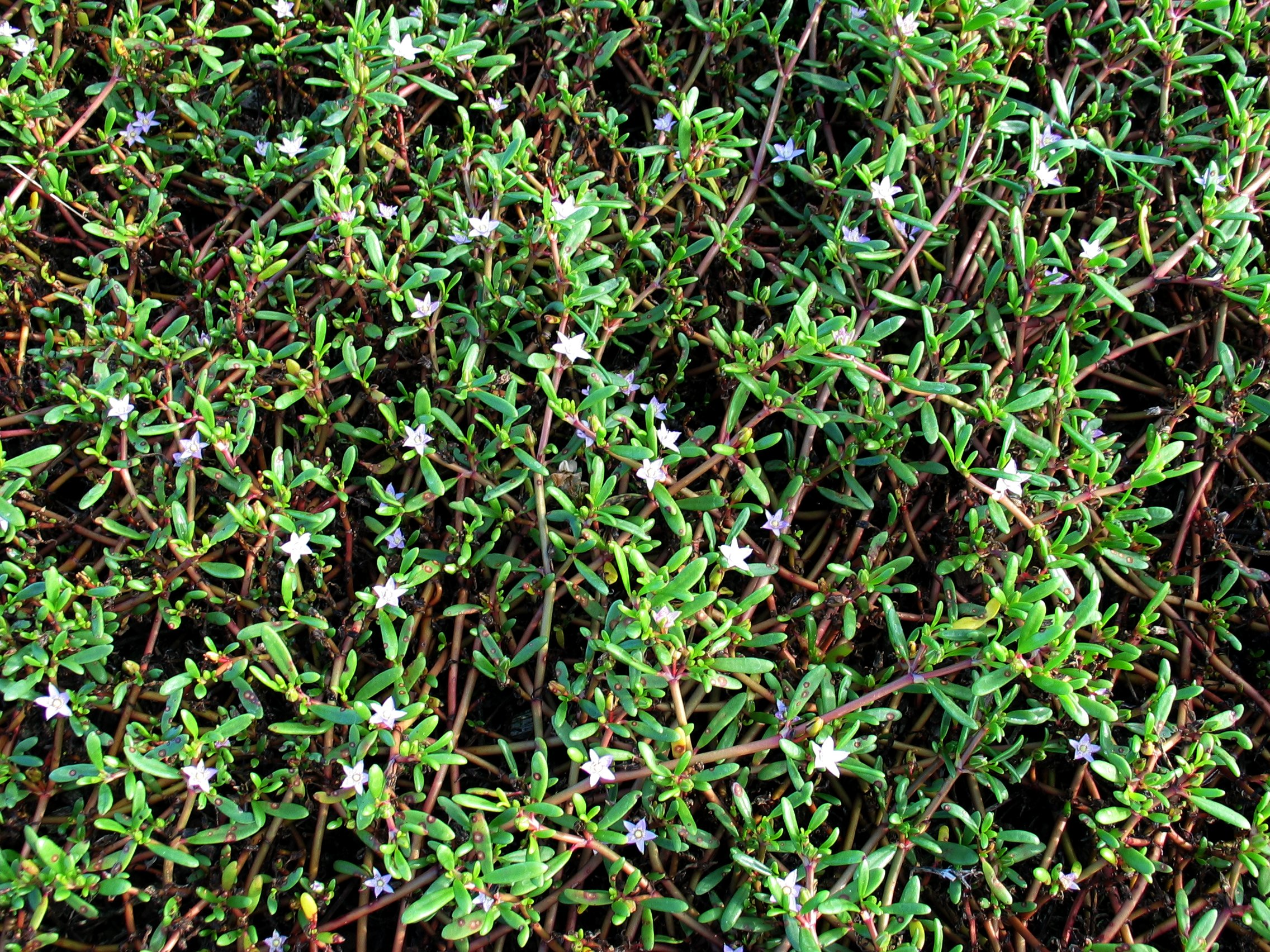
Vista de la planta

## Descripción
Crece como una hierba perenne que alcanza hasta 30 centímetros de altura, con tallos gruesos y suaves de hasta 1 metro de largo. Tiene las hojas carnosas y suaves, de color verde brillante y son lineales o lanceoladas, de 10 a 70 milímetros  de largo y 2.15 milímetros de ancho. Las flores son de color rosa o púrpura.

## Distribución y hábitat
Crece sobre suelos de arena  arcillosa , en la costa de piedra caliza y arenisca , en marismas y salinas, a lo largo de gran parte del mundo. Se distribuye por África, Asia, Australia, América del Norte y América del Sur.

## Taxonomía
Fue descrita y publicado por primera vez en 1753 como Portulaca portulacastrum por Carlos Linneo. Seis años después de Linneo se transfiere al género Sesuvium, y se ha mantenido en ese género desde entonces, con la excepción de un fallido intento de transferencia de la especie, efectuado por Otto Kuntze en 1891 a un nuevo género como Halimus portulacastrum.
Sesuvium portulacastrum fue descrito por Carlos Linneo, y publicado en Systema Naturae, Editio Decima 2: 1052, 1058, 1371. 1759.

### Etimología
Sesuvium: nombre genérico que deriva del latín: sesuvium -i = sinónimo de sedum (lat. sedum, -i n. = nombre de diversas crasuláceas de los géneros Sedum y Sempervivum).
portulacastrum: epíteto que significa "falsa verdolaga"; construido sobre el nombre genérico Portulaca y el sufijo -aster, -astra, -astrum, usado para denotar parecido superficial o de forma despectiva (similar al español -astro(a), como en "camastro" o "madrastra").

### Sinonimia
| - Aizoon montevidense Spreng. ex Rohr - Halimus maritima Kuntze - Halimus portulacastrum (L.) Kuntze - Pharnaceum rubens Adamson - Psammanthe marina Hance - Pyxipoma polyandrum Fenzl - Sesuvium acutifolium Miq. - Sesuvium brevifolium Schumach. & Thonn. - Sesuvium edule Wight ex Wall. - Sesuvium longifolium Humb. & Bonpl. ex Willd. - Sesuvium ortegae Spreng. - Sesuvium parviflorum DC. | - Sesuvium revolutifolium Ortega - Sesuvium sessile Pers. - Sesuvium sessile Larrañaga - Sesuvium sessiliflorum Dombey ex Rohrb. - Trianthema americana Gillies ex Arn. - Trianthema polyandra Blume - Portulaca portulacastrum L. (1753) basónimo - Halimum portulacastrum (L.) Kuntze (1891) - Sesuvium pedunculatum Pers. - Sesuvium portulaca Crantz - Sesuvium repens Willd. - Halimum portulacastrum var. crithmoides (Welw.) Hiern - Sesuvium revolutum Pers. |

## Nombres comunes
- dampalit de Filipinas, doca del Perú, litho del Perú, vidrio de Cuba, yerba del vidrio, verdolaga de Indias.[11]
- Lluvia de Rocío, Verdolaga china.